# Союзницька війна (357—355 до н. е.)
Союзницька війна — війна між Афінами, гегемоном утвореного в 378 до н. е. Другого Афінського морського союзу, і низкою колишніх членів цього союзу.

## Передумови війни
Після розпаду Пелопоннеського союзу і ослаблення Фів після битви під Мантінеї, єдиною великою політичною силою в Греції залишився Другий Афінський морський союз. Основна мета об'єднання міст у Другій Афінський морський союз — витіснення Спарти з моря — була виконана, а спартанці, розбиті на морі і на суші, вже ніякої небезпеки не представляли, тому необхідність в існуванні союзу відпала. Однак, не бачачи перед собою серйозних супротивників, Афіни зважилися на відновлення своєї політики, спрямованої на зміцнення впливу Афін у Греції. Знову почавши розглядати своїх союзників як підданих, Афіни переселили кілька тисяч своїх бідних громадян на територію низки союзників (Самос, Сест, Потідея) як клерухів. Афіни вимагають від союзників збільшення форосу і почали поширювати закони свого поліса на судові позови союзників.
Афіни спробували активізувати свою політику, збільшивши флот до 250 трієр і направивши його в різні області Греції. Утримання флоту обходилося дуже дорого при обмежених фінансових можливостях Афін. У цих умовах окремі афінські стратеги почали допускати зловживання і грабунки населення, з метою забезпечення флоту фактично зайнявшись розбоєм, що викликало різке обурення союзників.
Певну роль у початку війни зіграло підбурювання Мавсола з Карії, який сам претендував на панування в Егейському морі, але не мав сил відкрито виступити проти Афін. Невдоволення союзників великодержавними амбіціями афінян та інтриги Мавсола призвели до того, що ряд сильних держав союзу — Родос, Кос, Хіос, на яких відбулися олігархічні перевороти, а також Візантій — заявили про вихід з союзу 357 до н. е.. Вони об'єднали свої сили, створивши флот, який доходив до 100 трієр.

## Хід війни
Війна тривала близько двох років і велася в основному в протоках, де Афіни прагнули забезпечити собі життєво важливий торговий шлях у Причорномор'ї.
Влітку 357 до н. е. афінський флот з 60 кораблів під командуванням воєначальників Хабрія і Хареса атакував Хіос одночасно з суші і моря. Однак у битві біля входу в гавань Хіос афіняни зазнали поразки, в битві загинув Хабрій. Харес, який отримав командування над усіма афінськими силами, був спрямований на Геллеспонт для військових дій проти Візантія. На допомогу Харесу були відправлені афінські воєначальники Тимофій, Іфікрат і Менестей, які атакували Лемнос та Імброс і звільнили Самос від облоги.
Потім Харес, Тимофій і Іфікрат знову рушили до Хіоса і зустріли флоту противника між островом і материком. Незважаючи на почалася бурю, Харес наказав почати бій при Ембаті. Тимофій та Іфікрат відмовилися виконати цей небезпечний наказ, в результаті чого Харес атакував противника лише зі своїми кораблями, зазнав поразки і був змушений відступити, в Афінах подавши до суду на Іфікрата і Тимофія.
Тимофій і Менестей були відкликані до Афін. Головнокомандувачем афінського флоту залишився Харес. Замість продовження війни з повсталими союзниками, Харес надав підтримку сатрапові Геллеспонтської Фригії Артабазу, повсталому проти перського царя Артаксеркса III. Успішні дії Хареса призвели до того, що перський цар пред'явив Афінам ультиматум, пригрозивши направити до союзників свій флот у триста кораблів і вторгнутися в материкову Грецію.
Перська загроза була серйозно сприйнята в Афінах, а заклик Афін про всегрецьке об'єднання проти персів підтримки не зустрів. Не маючи коштів на продовження війни, за пропозицією Евбула афіняни відмовилися від війни з союзниками, надавши їм незалежність.

## Підсумки війни
Афінам не вдалося добитися перемоги. Невдалі дії афінського флоту поглиблювалися взаємною ворожнечею між афінськими воєначальниками Іфікратом, Тимофієм і Харесом. У ході бойових дій Афіни позбулися своїх найкращих полководців: загинув Хабрій, а Іфікрат і Тимофій були відсторонені від командування і притягнуті до суду. На війну було витрачено значні суми.
Не зумівши привести своїх союзників до покори, в 355 до н. е. Афіни були змушені визнати їх автономію. Це призвело до фактичного розпаду Другого Афінського морського союзу — останнього військово-політичного союзу греків, яке могло б об'єднати їх проти нового ворога — Македонії.

## Публікації
- Cawkwell, G. L. (1981). Notes on the Failure of the Second Athenian Confederacy. Journal of Hellenic Studies. The Society for the Promotion of Hellenic Studies. 101: 40—55. doi:10.2307/629842.
- Dreher, Martin (1995). Hegemon und Symmachoi. Untersuchungen zum Zweiten Attischen Seebund (German) . Berlin: de Gruyter. с. 287—292. ISBN 3110144441.
- Peake, Scott (1997). A Note on the Dating of the Social War. Greece & Rome. Cambridge University Press. 44 (2): 161—164. doi:10.1093/gr/44.2.161.
- Ruzicka, Stephen (1998). Epaminondas and the Genesis of the Social War. Classical Philology. 93: 60—69. doi:10.1086/449375.
- Sealey, Raphael (1955). Athens after the Social War. Journal of Hellenic Studies. The Society for the Promotion of Hellenic Studies. 75: 74—81. doi:10.2307/629172.